# Adam Walczak (piłkarz)
Adam Stanisław Walczak (ur. 7 grudnia 1957 w Sopocie) – polski piłkarz, obrońca.

## Życiorys
Był wychowankiem Bałtyku Gdynia, w pierwszej lidze grał także w barwach Zawiszy Bydgoszcz i łódzkiego Widzewa. W reprezentacji Polski debiutował w rozegranym 12 listopada 1980 spotkaniu z Hiszpanią, ostatni raz zagrał w następnym roku. Łącznie w biało-czerwonych barwach rozegrał 4 spotkania, zdobywając 1 bramkę. Po zakończeniu kariery był trenerem m.in. Bałtyku Gdynia, Orkana Rumia i Wierzycy Pelplin.
Obecnie jest nauczycielem wychowania fizycznego w Szkole Podstawowej nr 8 im. Martyrologii Piaśnicy w Wejherowie.